# Comuna de Sońsk
Sońsk (polaco: Gmina Sońsk) é uma gminy (comuna) na Polónia, na voivodia de Mazóvia e no condado de Ciechanowski. A sede do condado é a cidade de Sońsk.
De acordo com os censos de 2004, a comuna tem 8177 habitantes, com uma densidade 52,8 hab/km².

## Área
Estende-se por uma área de 154,99 km², incluindo:
- área agricola: 84%
- área florestal: 10%

## Demografia
Dados de 30 de Junho 2004:
|                      | Total   | Total | Mulheres | Mulheres | Homens  | Homens |
| -------------------- | ------- | ----- | -------- | -------- | ------- | ------ |
|                      | pessoas | %     | pessoas  | %        | pessoas | %      |
| População            | 8177    | 100   | 4070     | 49,8     | 4107    | 50,2   |
| Densidade (pop./km²) | 52,8    | 100   | 26,3     | 26,3     | 26,5    | 26,5   |

De acordo com dados de 2002, o rendimento médio per capita ascendia a 1308,55 zł.

## Subdivisões
- Bądkowo, Bieńki-Karkuty, Bieńki-Śmietanki, Burkaty, Chrościce, Cichawy, Ciemniewko, Ciemniewo, Damięty-Narwoty, Drążewo, Gąsocin, Gołotczyzna, Gutków, Kałęczyn, Komory Błotne, Komory Dąbrowne, Kosmy-Pruszki, Koźniewo-Łysaki, Koźniewo Średnie, Koźniewo Wielkie, Łopacin, Marusy, Mężenino-Węgłowice, Niesłuchy, Olszewka, Ostaszewo, Pękawka, Sarnowa Góra, Skrobocin, Soboklęszcz, Sońsk, Spądoszyn, Strusin, Strusinek, Szwejki, Ślubowo, Wola Ostaszewska.

## Comunas vizinhas
- Ciechanów, Gołymin-Ośrodek, Gzy, Nowe Miasto, Ojrzeń, Sochocin, Świercze